# Ninja Warrior (España)
Ninja Warrior (también conocido como Ninja Warrior España) es un concurso de entretenimiento emitido en el canal de televisión español Antena 3, en el que los participantes deben completar recorridos de obstáculos de dificultad creciente. Es producido por Globomedia para Antena 3 y presentado por Arturo Valls, Manolo Lama y Patricia Montero. Se estrenó el 9 de junio de 2017 reuniendo a 2.567.000 espectadores y obteniendo un 18,4% de cuota.

## Historio
En septiembre de 2016 saltó la noticia de que el programa Ninja Warrior podría tener una versión española de la mano de Antena 3, debido a que se anunció que la cadena estaba en negociaciones con una productora asiática para adquirir el formato. Después de varios meses de negociación y rumores, a principios de febrero de 2017 se confirmó que el programa llegaría a España, a la vez que se dio a conocer la identidad de los presentadores de la primera edición.
El programa realizó numerosos cástines por Barcelona, Bilbao y Sevilla, donde se encontraron con participantes que sacaron marcas más altas que las del resto de concursantes de Europa. Casi 6.000 personas se presentaron a estas pruebas, pero solo 200 participaron en la primera edición de Ninja Warrior España.

## Formato
Grabado en el espacio Madrid Arena, el concurso pretende encontrar al mejor combatiente, que debe superar una serie de pruebas físicas y mentales en un circuito montado a tal efecto. Durante cuatro semanas, en cada programa participan un total de 50 concursantes, los cuales tienen que pasar un circuito de varias pruebas de distintas habilidades. En cada entrega, los 15 mejores participantes de la primera fase pasan a una segunda, en la que tienen que realizar otras complicadas pruebas. Los seis mejores participantes de la segunda fase pasan directamente a la final, donde compiten por un premio de 30.000 euros, un viaje a Japón y el título del primer Ninja Warrior de España.

## Ninja Warrior: 1 (2017)

### Presentadores
- Arturo Valls: es el encargado de conducir el programa.
- Pilar Rubio: recoge las impresiones de los participantes.
- Manolo Lama: realiza los comentarios técnicos.

Estos son los finalistas de la primera edición del programa Ninja Warrior:

### Primer programa
| Puesto | Concursante     | Lugar de procedencia | Edad    | Fases | Fases |
| Puesto | Concursante     | Lugar de procedencia | Edad    | 1     | 2     |
| ------ | --------------- | -------------------- | ------- | ----- | ----- |
| 1      | Isaac Estévez   | Bilbao               | 24 años |       |       |
| 2      | Sergio Verdasco | Madrid               | 21 años |       |       |
| 3      | Alfredo Benito  | Burgos               | 30 años |       |       |
| 4      | Israel Blanco   | Madrid               | 46 años |       |       |
| 5      | Pau Climent     | Alicante             | 63 años |       |       |
| 6      | Diego Blanco    | Segovia              | 33 años |       |       |

#### Concursantes destacados
Entre los concursantes de este programa se encontraban la periodista Irene Junquera y los medallistas olímpicos Cristian Toro, Marcus Walz y Joel Rodríguez. Ninguno de ellos logró finalizar la primera fase. Sí que logró superar la primera fase el gimnasta olímpico Javier Gómez Fuertes, pero una caída en la segunda fase le dejó fuera de la Gran Final.

### Segundo programa
| Puesto | Concursante    | Lugar de procedencia | Edad    | Fases | Fases |
| Puesto | Concursante    | Lugar de procedencia | Edad    | 1     | 2     |
| ------ | -------------- | -------------------- | ------- | ----- | ----- |
| 1      | Pol Roca       | Barcelona            | 21 años |       |       |
| 2      | Eric López     | Madrid               | 25 años |       |       |
| 3      | Iris Matamoros | Murcia               | 36 años |       |       |
| 4      | Jorge Martínez | Huelva               | 27 años |       |       |
| 5      | Jaume Raya     | Tarragona            | 27 años |       |       |
| 6      | Aarón Martínez | Valencia             | 33 años |       |       |

#### Concursantes destacados
Entre los concursantes de este programa se encontraban la pertiguista olímpica Dana Cervantes y los ciclistas Carlos Coloma (medallista olímpico) y Oscar Pereiro (campeón del Tour de Francia 2006). Ninguno de ellos logró superar la primera fase, al contrario que la escaladora y presentadora de televisión Irati Anda, a la que una caída en la segunda fase la dejó a un solo puesto de la clasificación para la Gran Final, siendo además la mujer que más cerca estuvo de clasificar en toda la temporada.

### Tercer programa
| Puesto | Concursante         | Lugar de procedencia       | Edad    | Fases | Fases |
| Puesto | Concursante         | Lugar de procedencia       | Edad    | 1     | 2     |
| ------ | ------------------- | -------------------------- | ------- | ----- | ----- |
| 1      | Nazaret Calvente    | Las Palmas de Gran Canaria | 27 años |       |       |
| 2      | Néstor Carmona      | Granada                    | 25 años |       |       |
| 3      | Josué Tarí          | Madrid                     | 28 años |       |       |
| 4      | Cristian Valenzuela | Barcelona                  | 26 años |       |       |
| 5      | Nacho Hernández     | Madrid                     | 21 años |       |       |
| 6      | Luis Pelluz         | Pamplona                   | 38 años |       |       |

#### Concursantes destacados
En el tercer episodio participó Jan Köppen, presentador de la versión alemana de Ninja Warrior. Jan consiguió clasificarse para la segunda fase, pero no logró uno de los puestos de honor para lograr el billete a la Gran Final.

### Cuarto programa
| Puesto | Concursante         | Lugar de procedencia | Edad    | Fases | Fases |
| Puesto | Concursante         | Lugar de procedencia | Edad    | 1     | 2     |
| ------ | ------------------- | -------------------- | ------- | ----- | ----- |
| 1      | Sebastián Rodríguez | Barcelona            | 22 años |       |       |
| 2      | Javier Cano         | Cáceres              | años    |       |       |
| 3      | Rubén Borrás        | Barcelona            | 27 años |       |       |
| 4      | Xavier Grau         | Barcelona            | 31 años |       |       |
| 5      | Leopold Hurbin      | Andorra              | 23 años |       |       |
| 6      | Christian Moya      | Lérida               | 27 años |       |       |

#### Concursantes destacados
En este programa participó el portero de balonmano José Javier Hombrados, doble medallista olímpico, que no logró superar la primera fase.

### Quinto programa (Final)
| Puesto            | Concursante     | Lugar de procedencia | Edad    | Fases | Fases |
| Puesto            | Concursante     | Lugar de procedencia | Edad    | 1     | 2     |
| ----------------- | --------------- | -------------------- | ------- | ----- | ----- |
| Medalla de oro    | Sergio Verdasco | Madrid               | 21 años |       |       |
| Medalla de plata  | Eric López      | Madrid               | 25 años |       |       |
| Medalla de bronce | Iris Matamoros  | Murcia               | 36 años |       |       |
| 4                 | Pol Roca        | Barcelona            | 21 años |       |       |
| 5                 | Isaac Estévez   | Bilbao               | 24 años |       |       |
| 6                 | Néstor Carmona  | Granada              | 25 años |       |       |

## Ninja Warrior: 2 (2018)

### Presentadores
- Arturo Valls: es el encargado de presentar el programa.
- Patricia Montero: recoge las impresiones de los participantes.
- Manolo Lama: realiza los comentarios técnicos.

### Primer programa
| Puesto | Concursante     | Lugar de procedencia | Edad    | Fases | Fases |
| Puesto | Concursante     | Lugar de procedencia | Edad    | 1     | 2     |
| ------ | --------------- | -------------------- | ------- | ----- | ----- |
| 1      | Jonathan Grande | Madrid               | 23 años |       |       |
| 2      | Eric López      | Madrid               | 26 años |       |       |
| 3      | Ángel Román     | Valencia             | 22 años |       |       |
| 4      | Carlos Iglesias | Madrid               | 20 años |       |       |
| 5      | Rubén Borrás    | Barcelona            | 28 años |       |       |

### Segundo programa
| Puesto | Concursante         | Lugar de procedencia | Edad    | Fases | Fases |
| Puesto | Concursante         | Lugar de procedencia | Edad    | 1     | 2     |
| ------ | ------------------- | -------------------- | ------- | ----- | ----- |
| 1      | Iris Matamoros      | Murcia               | 37 años |       |       |
| 2      | Ángel Palma         | Murcia               | 30 años |       |       |
| 3      | Jorge Félix Piñeiro | Valencia             | 24 años |       |       |
| 4      | Pau Climent         | Alicante             | 44 años |       |       |
| 5      | Samuel Torres       | Madrid               | 28 años |       |       |

### Tercer programa
| Puesto | Concursante         | Lugar de procedencia | Edad    | Fases | Fases |
| Puesto | Concursante         | Lugar de procedencia | Edad    | 1     | 2     |
| ------ | ------------------- | -------------------- | ------- | ----- | ----- |
| 1      | Sergio Verdasco     | Madrid               | 22 años |       |       |
| 2      | Javier Cano         | Cáceres              | 27 años |       |       |
| 3      | Marco Antonio Jubes | Lérida               | 34 años |       |       |
| 4      | Izan Fuidio         | Madrid               | 27 años |       |       |
| 5      | Carlos Holgado      | Madrid               | 25 años |       |       |

### Cuarto programa
| Puesto | Concursante       | Lugar de procedencia | Edad    | Fases | Fases |
| Puesto | Concursante       | Lugar de procedencia | Edad    | 1     | 2     |
| ------ | ----------------- | -------------------- | ------- | ----- | ----- |
| 1      | Keoma Valle       | Málaga               | 24 años |       |       |
| 2      | Alfredo García    | Madrid               | 25 años |       |       |
| 3      | Alejandro Sánchez | Barcelona            | 26 años |       |       |
| 4      | Adrián Asencio    | Barcelona            | 25 años |       |       |
| 5      | Louis Queraux     | Murcia               | 22 años |       |       |

### Quinto programa
| Puesto | Concursante       | Lugar de procedencia | Edad    | Fases | Fases |
| Puesto | Concursante       | Lugar de procedencia | Edad    | 1     | 2     |
| ------ | ----------------- | -------------------- | ------- | ----- | ----- |
| 1      | Pablo Baturone    | Madrid               | 24 años |       |       |
| 2      | Marcel Llorach    | Barcelona            | 28 años |       |       |
| 3      | Facundo Rodríguez | Valencia             | 29 años |       |       |
| 4      | David García      | Valladolid           | 22 años |       |       |
| 5      | Carlos Catarí     | Barcelona            | 36 años |       |       |

### Sexto programa (Final)
| Puesto            | Concursante     | Lugar de procedencia | Edad    | Fases | Fases | Fases      |
| Puesto            | Concursante     | Lugar de procedencia | Edad    | 1     | 2     | Midoriyama |
| ----------------- | --------------- | -------------------- | ------- | ----- | ----- | ---------- |
| Medalla de oro    | Eric López      | Madrid               | 26 años |       |       |            |
| Medalla de plata  | Javier Cano     | Cáceres              | 27 años |       |       |            |
| Medalla de bronce | Iris Matamoros  | Murcia               | 37 años |       |       |            |
| 4                 | Carlos Catarí   | Barcelona            | 36 años |       |       |            |
| 5                 | Sergio Verdasco | Madrid               | 22 años |       |       |            |

## Programas y audiencias
| Temporada | Temporada | Episodios | Estreno            | Final              | Audiencia media | Audiencia media |
| Temporada | Temporada | Episodios | Estreno            | Final              | Espectadores    | Cuota           |
| --------- | --------- | --------- | ------------------ | ------------------ | --------------- | --------------- |
|           | 1         | 5         | 9 de junio de 2017 | 7 de julio de 2017 | 2 004 000       | 15,9%           |
|           | 2         | 6         | 6 de abril de 2018 | 5 de mayo de 2018  | 1 675 000       | 11,5%           |

### Temporada 1 (2017)
| N.º (serie) | N.º (temp) | Fecha de emisión    | Audiencia         |
| ----------- | ---------- | ------------------- | ----------------- |
| 1           | 1          | 9 de junio de 2017  | 2 567 000 (18,4%) |
| 2           | 2          | 16 de junio de 2017 | 2 037 000 (15,4%) |
| 3           | 3          | 23 de junio de 2017 | 1 490 000 (14,1%) |
| 4           | 4          | 30 de junio de 2017 | 1 765 000 (14,5%) |
| 5           | 5          | 7 de julio de 2017  | 2 162 000 (17,2%) |

### Temporada 2 (2018)
| N.º (serie) | N.º (temp) | Fecha de emisión    | Audiencia         |
| ----------- | ---------- | ------------------- | ----------------- |
| 6           | 1          | 6 de abril de 2018  | 1 935 000 (12,3%) |
| 7           | 2          | 13 de abril de 2018 | 1 540 000 (10,3%) |
| 8           | 3          | 20 de abril de 2018 | 1 683 000 (11,7%) |
| 9           | 4          | 27 de abril de 2018 | 1 554 000 (11,3%) |
| 10          | 5          | 4 de mayo de 2018   | 1 637 000 (11,5%) |
| 11          | 6          | 5 de mayo de 2018   | 1 701 000 (12,1%) |